# Max Collins

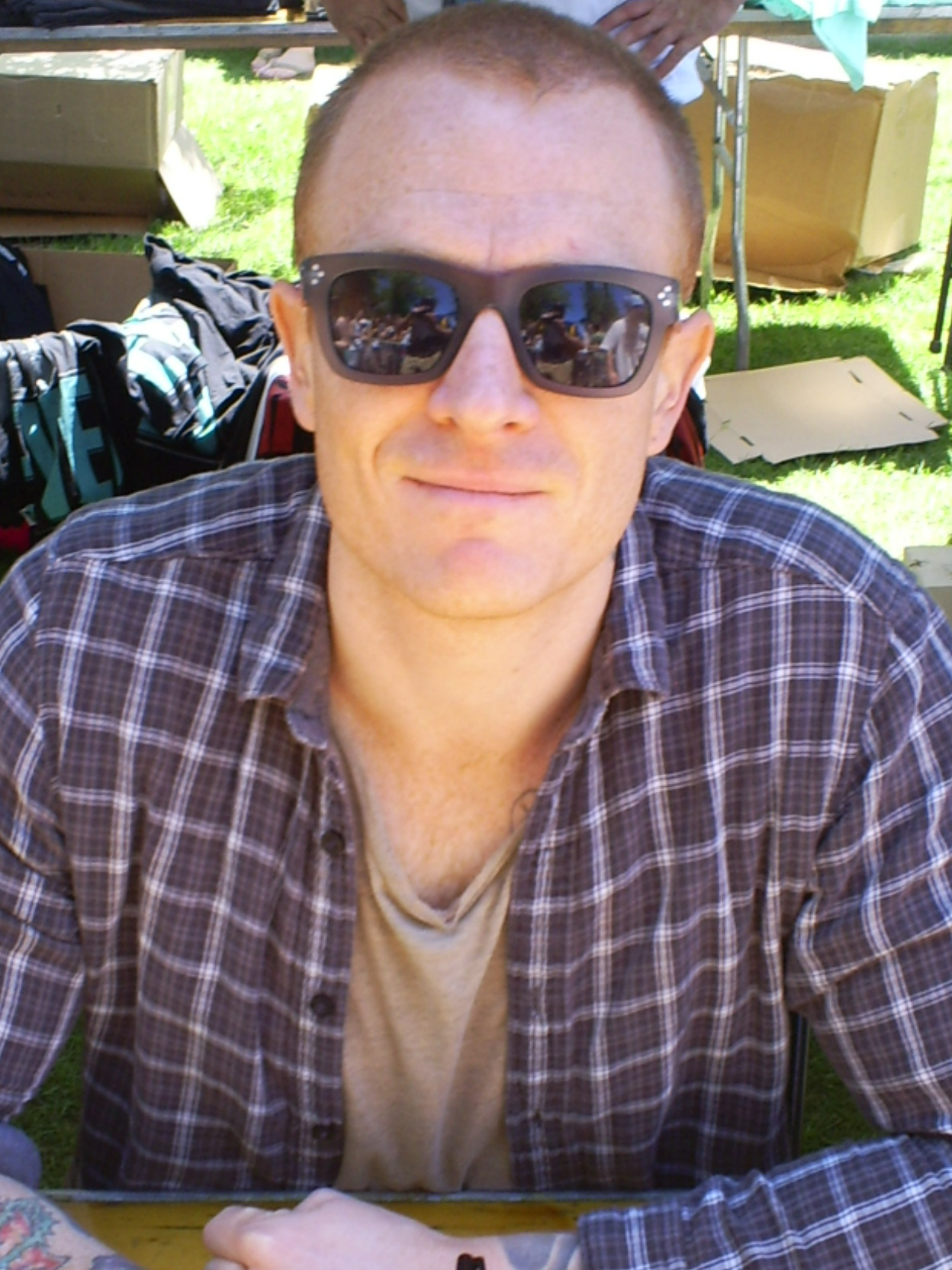
Max Collins

James Maxwell Stuart Collins III, mais conhecido como Max Collins (28 de agosto de 1978), é um cantor e músico norte-americano, vocalista e baixista da banda Eve 6.